# Xu Yi-Fan
Xu Yi-Fan (født 8. august 1988 i Tianjin, Kina) er en professionel tennisspiller fra Kina.
Xu Yi-Fan højeste rangering på WTA single rangliste var som nummer 249, hvilket hun opnåede 13. september 2010. I double er den bedste placering nummer 88, hvilket blev opnået 21. juli 2008.